# 新穴
新穴（しんけつ）とは、十四経に属さず奇穴に属する研究段階として存在する経穴である。

## 新穴

### 頭頚部

#### 四中
取穴部位：百会穴の前、後、左、右に各2～3寸

#### 頭顳
取穴部位：太陽穴の後上方1寸で、耳尖と平行、歯をかみ合わせた時、こめかみの突出する場所

#### 定神
取穴部位：人中溝の下1/3と2/3の交点

#### 光彩
取穴部位：耳尖の上へ0.2寸の点から平行に前へ約0.1寸の陥凹部

#### 新攢竹
取穴部位：上晴明穴の外側上方へ0.5寸

#### 上晴明、内明
取穴部位：晴明穴の上約0.2寸

#### 下晴明、晴下
取穴部位：晴明穴の下約0.2寸

#### 瞳明
取穴部位：瞳子髎穴の下0.5寸

#### 健明、視明、見陽
取穴部位：下晴明穴の下左0.2寸のやや外側で眼下縁の内側

#### 健明1
取穴部位：健明穴と承泣穴の間で、眼窩下縁の内方

#### 健明2
取穴部位：承泣穴と球後穴の間で眼窩下縁

#### 健明3
取穴部位：球後穴の外側上方へ0.3寸で、眼窩外側縁の内方

#### 健明4
取穴部位：上晴明穴の上方0.3寸で、眼窩上縁の内上角の陥凹部

#### 上明、上承泣、魚下
取穴部位：眉弓の中点、眼窩上縁の下

#### 外明
取穴部位：外眼角の上方0.3寸

#### 増明1
取穴部位：上明穴から内側へ0.2寸

#### 増明2
取穴部位：上明穴から外方へ0.2寸

#### 聴響
取穴部位：耳門穴の上方0.1寸の陥凹部中

#### 上聾、治聾3
取穴部位：耳門穴と聴宮穴を結ぶ線の中点

#### 聴穴、聾穴
取穴部位：聴宮穴と聴会穴を結ぶ線の中点

#### 聴聾間
取穴部位：聴宮穴と聴穴を結ぶ線の中点

#### 聴霊
取穴部位：聴穴と聴会穴を結ぶ線の中点

#### 聴聡、治聾新8
取穴部位：聴会穴の下方0.2寸

#### 聴敏、治聾4
取穴部位：耳垂下根部、垂れ耳下根部

#### 上耳根
取穴部位：耳介の上根部の中央

#### 後聴宮、治聾1
取穴部位：耳介を前に引っ張り、耳根部で耳珠先端に水平で耳介前部の聴宮穴と水平の場所

#### 後聴穴、治聾新1
取穴部位：後聴宮穴と医聾穴の間

#### 後聡、治聾新7
取穴部位：耳後弦筋の少し上の所で、耳根と後髪際を結ぶ線の中点

#### 新明1
取穴部位：耳垂を前に倒し、耳垂の後に出来るしわの中点の下もしくは翳風穴の前上方5分

#### 新明2
取穴部位：眉外端の上1寸から横に0.5寸

#### 下肢区（かしく）
取穴部位：側頭部、髪際下1/3の線上の反応点

#### 医聾、後聴会、上翳風、治聾2
取穴部位：翳風穴の上方0.5寸の陥凹部

#### 地前、治聾新4
取穴部位：風池穴の前方0.5寸

#### 唖鳴
取穴部位：風池穴の前方1寸

#### 地下、下風池
取穴部位：風池穴の下方0.5寸

#### 翳明下、治聾新2
取穴部位：翳明穴の下方へ0.5寸

#### 通耳道
取穴部位：翳明穴の下方へ1寸

#### 外耳道口
取穴部位：外耳道で、時計の針の12時の場所

#### 天聴
取穴部位：安眼2穴の下方へ0.5寸

#### 岩池
取穴部位：乳様突起のもっとも高い部分の水平線と髪際との交点

#### 安眠
取穴部位：翳風穴と風池穴を結ぶ線の中点

#### 安眠1
取穴部位：翳風穴と翳明穴を結ぶ線の中点

#### 安眠2、鎮瀞
取穴部位：風池穴と翳明穴を結ぶ線の中点

#### 興奮
取穴部位：安眠2穴の斜め上方0.5寸

#### 治聾新3
取穴部位：天容穴に相当

#### 牽正
取穴部位：耳垂の前方0.5～1寸

#### 容後、治聾新5、止痛穴
取穴部位：翳風穴の下方1.5寸で天容穴の後方にあたる

#### 強音
取穴部位：喉頭隆起の傍2寸で、人迎穴の後側上方

#### 増音
取穴部位：喉頭隆起と下顎角を結ぶ線の中点

#### 気癭
取穴部位：甲状腺塊上部の外側に片寄ったところ、水突穴の近く

#### 下扶突
取穴部位：扶突穴の下方へ0.5寸

#### 頚中
取穴部位：安眠2穴の下方へ2寸、胸鎖乳突筋の後縁

#### 頬内、頬裏
取穴部位：口腔内頬粘膜上で、第一臼歯と水平の場所

#### 上天柱
取穴部位：風府穴と風池穴を結ぶ線の中点

#### 下唖門
取穴部位：唖門穴の下方へ1寸

#### 副唖門
取穴部位：唖門穴の下方1寸の傍0.5寸

#### 新一
取穴部位：第5、6頸椎棘突起の間

#### 下新識
取穴部位：新識穴の下方へ0.5寸

#### 中接
取穴部位：風府穴の上方へ0.7寸

#### 地甲1
取穴部位：大椎穴の上方0.5寸の点の傍1横指

#### 地甲2
取穴部位：脳鎖乳突筋中央の後縁の傍1寸

#### 治脳1
取穴部位：第2と第3頸椎の間の正中線上

#### 治脳2
取穴部位：第3と第4頸椎の間の正中線上

#### 治脳3
取穴部位：第4と第5頸椎の間の正中線上

#### 治脳4
取穴部位：第5と第6頸椎の間の正中線上

#### 治脳5
取穴部位：第6と第7頸椎の間の正中線上

#### 鎖外
取穴部位：鎖骨を三等分した時外側1/3の陥凹部（雲門穴付近）

#### 呼吸
取穴部位：脳鎖乳突筋の外縁と頸静脈の交点の下方約0.3寸

#### 臍上（さいじょう）
取穴部位：臍の上5分

### 上肢

#### 沢上（たくじょう）
取穴部位：肘関節部、尺沢穴の上1寸5分、上腕二頭筋外側縁、上腕筋上

#### 肘外（ちゅうがい）
取穴部位：肘関節部、曲池穴と肘頭の間、外側上顆の直下

#### 上四瀆（かみしとく）
取穴部位：

### 下肢

#### 膝蓋溝（しつがいこう）
取穴部位：膝関節前面部、膝蓋骨内外側縁2穴

#### 内委中（ないいちゅう）
取穴部位：膝窩横紋内側端、半腱様筋腱の内縁

#### 鵞足点（がそくてん）
取穴部位：膝関節内側部、脛骨内側面、曲泉穴と陰陵泉穴の中央、鵞足部

#### 気端（きたん）
取穴部位：足の十指の尖端